# Donato Iacovone
Donato Iacovone (Notaresco, 1º ottobre 1959) è un dirigente d'azienda italiano.
Da aprile 2024 è Presidente Esecutivo della multinazionale di consulenza BIP. È stato presidente di Webuild (nuova denominazione di Salini Impregilo da maggio 2020) dal 2019 al 2024.

## Biografia
Nato in provincia di Teramo, Iacovone si è laureato nel 1983 in Economia e Commercio presso l'Università Gabriele D'Annunzio di Pescara. In seguito ha studiato presso la North Western University di Chicago e la Harvard Business School di Boston.

### Attività professionale
Iacovone ha iniziato la sua carriera nel 1984 presso la sede di Milano di Ernst & Young (dal 2013 "EY") e dal 1987 è iscritto all'Ordine dei Dottori Commercialisti e degli Esperti Contabili e al Registro dei Revisori Legali (Ex Revisori Contabili).
Diventato partner di EY nel 1996, si è trasferito a Roma per occuparsi di corporate finance, assumendo l’anno seguente il ruolo di responsabile del settore pubblico.
Sempre all’interno di EY, ha ricoperto l’incarico di responsabile della consulenza in Italia dal 2000 al 2005, venendo poi nominato prima advisory leader dell’area Europa centro-orientale, poi leader del business development di Italia, Spagna e Portogallo. Dal luglio 2010 è amministratore delegato e managing partner per la regione Mediterranea.
Nel dicembre del 2019, è stato nominato presidente del consiglio di amministrazione di Salini Impregilo, destinato ad essere il nuovo polo delle costruzioni nell'ambito di "Progetto Italia" della Cassa Depositi e Prestiti.
Dal 24 aprile 2024, è Presidente Esecutivo della multinazionale di consulenza BIP.

### Attività accademica
Iacovone è docente presso l'Università LUISS di Roma dei corsi “Economia e gestione dei servizi di pubblica utilità” e "Business modeling and planning".
Precedentemente, è stato docente del corso “Sharing Economy and Smart Cities: managing new value propositions for business and governments” presso l'Università commerciale Luigi Bocconi di Milano, e di “Digital Business Model Innovation” presso l’Università Cattolica di Milano
Dal 1994 al 1997, è stato inoltre professore presso l'Università di Urbino.
È autore di numerosi libri, articoli e pubblicazioni scientifiche su economia, settore pubblico e trasformazione digitale.

### Altri incarichi
- Dal 2010 è membro del Comitato Esecutivo di Aspen Institute Italia, organizzazione non profit fondata nel 1950[13]
- Nel 2011 è stato nominato vicepresidente di AiCEO (Associazione Italiana dei CEO), di cui è socio fondatore[14] e dal 2017 ricopre l’incarico di segretario generale[15]
- Nel 2015 è stato nominato Presidente del 30% Club che ha l’obiettivo di facilitare il raggiungimento di una quota del 30% di presenza femminile ai vertici delle aziende[16][17][18]
- Dal 2017 è membro del Board Endeavor Italia, che supporta imprenditori meritevoli a livello globale[19][20]

## Opere
- Donato Iacovone e Riccardo Paternò, La crescita è possibile: dibattito teorico ed esperienze manageriali a confronto, Il Mulino, 2012, ISBN 8815237968.
- Donato Iacovone e Riccardo Paternò, Le leve per avviare la ripresa. Proposte ed esperienze manageriali a confronto, Il Mulino, 2013, ISBN 8815247610.
- Donato Iacovone, I servizi di pubblica utilità tra Stato, mercato, regolatore e consumatore, Il Mulino, 2014, ISBN 8815261079.
- Donato Iacovone, Riccardo Paternò, Franco Fontana e Matteo Caroli, Problematiche e prospettive nel percorso di riduzione della spesa pubblica in Italia, Il Mulino, 2014, ISBN 8815253319.
- Donato Iacovone, Le sfide del mercato nel settore dei servizi professionali. Tendenze evolutive, Il Mulino, 2016, ISBN 8815251510.
- Donato Iacovone e Riccardo Paternò, EY World Entrepreneur of the Year: storie italiane di successo, Il Mulino, 2016, ISBN 8815266720.
- Michele Faioli, Donato Iacovone e Stefania Radoccia, Industry 4.0, lavoro e contrattazione collettiva, G Giappichelli Editore, 2017, ISBN 8892108158.
- Paolo Boccardelli e Donato Iacovone, L'«impresa» di diventare digitale. Come la rivoluzione tecnologica sta influenzando la gestione d'impresa, Il Mulino, 2018, ISBN 8815274049.
- Donato Iacovone, La trasformazione dei modelli di business nell’era digitale. Strategy, Business Model & Plan in the age of digital disruption, Il Mulino, 2018, ISBN 9788815279460.
- Donato Iacovone, Evoluzione del settore dell’energia – trend ed opportunità, Il Mulino, 2020, ISBN 8815285717.